# Laniisoma elegans
Laniisoma elegans là một loài chim trong họ Tityridae.